# クレイグ・リーディー
クレイグ・リーディー（Craig Reedie、1941年5月6日 - ）は、イギリスのスポーツ団体役員で、イギリスオリンピック委員会の会長（1992年 - 2005年）などを務め、現在も国際オリンピック委員会を代表して活動する職務に就いている。英語では尊称を付けて、サー・クレイグ・リーディー（Sir Craig Reedie, CBE）と称される。

## 生い立ち
リーディーは、1941年にスコットランドのスターリングで生まれた。スターリング高校 (Stirling High School) からグラスゴー大学に進んだ。1962年に修士号 (MA) を取得し、その後も同大学に留まって1964年に法学士に相当するLLBを取得した。
2001年、その生涯を通した業績に対してグラスゴー大学から博士号を授与され、2005年にはスコットランド最古の大学であるセント・アンドルーズ大学から法学博士に相当するLLDを授与された。
本業では、スコットランドの Independent Financial Adviser 社の経営の一翼を担っている。
リーディーは、既婚で2人の子どもがおり、今でも出身地のスコットランドに家を構えている。

## スポーツ団体役員
リーディーは1962年から1970年まで、バドミントン選手として成功を収め、絶頂期にはダブルスでの優勝も経験した。当時、バドミントンはオリンピック種目には入っていなかったが、この状況はリーディーが影響力を発揮して1985年に是正され、1992年のバルセロナ夏季オリンピックでバドミントンに対する最初のメダルが授与された。
選手として成功したリーディーは、やがてスポーツ団体の役員として力を尽くすようになり、1981年から1984年まで、現在の世界バドミントン連盟 (BWF) の前身である国際バドミントン連盟 (International Badminton Federation, IBF) の会長を務めた。1992年には、イギリスオリンピック委員会 (BOA) の会長となり、そのまま10年以上も会長職を務め、2005年に会長職を辞した際にはナイトの勲位を与えられた。1994年からは、国内のオリンピック委員会における役職とは別に、国際オリンピック委員会 (IOC) にも加わっており、現在も、アン王女、サー・フィリプ・クレイヴン (Philip Craven) とともに、3人いるイギリス代表のひとりとなっている。
IOCにおける役職に加え、リーディーは2012年にロンドンで開催されたロンドン夏季オリンピックの準備にあたった組織委員会にも加わっていた。さらにリーディーはリオデジャネイロが勝ち抜いた2016年の夏季オリンピック開催地の選定に際して、評価委員会の一員となっていた。現在、リーディーは2020年の夏季オリンピックの開催地選考に関わる評価委員会の委員長を務めている。現時点ではイスタンブール、マドリード、東京の3都市が候補地として残っており、既にバクー、ドーハ、ローマは開催地候補から脱落している。
2008年、リーディーは、近代オリンピック運動の最高意思決定機関であるIOC理事会の一員になろうとした。これは、2012年のロンドン五輪の運営組織と、意思決定の権威をもつIOCの間で円滑な意思の疎通をとるためには必要不可欠なことであると考えられていた。しかし、リーディーは、「最高決定権のテーブル (top table)」に少なくともひとりの女性が参加できるように配慮するとして第一空席への立候補を辞退し、将来のIOC会長とも目された候補と第二空席を争って敗れた。
2009年10月9日、コペンハーゲンで開催された第121回IOC総会において、それまで2回落選していたリーディーは、3度目の挑戦で国際オリンピック委員会の執行役員に選出された。イギリス人がこの地位に就くのは、1961年以来、久々のことであった。
アンチ・ドーピング活動の面においても、リーディーは1999年の世界アンチ・ドーピング機構（WADA）の設立以来、役員として関わっており、2013年11月、リーディーはWADAの第3代会長に選出され、2014年1月1日から3年間の任期を務めた。

## 栄誉
リーディーは、大英帝国勲章ナイト・コマンダーの受章者であり、正式には氏名の後に「CBE」を追記する。
2010年のリンカーン大学 (University of Lincoln) の卒業式において、リーディーは、名誉学位を授与された。